# Liu Haitao (Leichtathlet)
Liu Haitao (* 28. Januar 1983) ist ein ehemaliger chinesischer Leichtathlet, der sich auf den Sprint spezialisiert hat.

## Sportliche Laufbahn
Erste Erfahrungen sammelte Liu Haitao vermutlich im Jahr 2002, als er bei den Juniorenasienmeisterschaften in Bangkok in 21,14 s die Silbermedaille im 200-Meter-Lauf gewann. 2004 gewann er dann bei den erstmals ausgetragenen Hallenasienmeisterschaften in Teheran in 21,63 s die Silbermedaille hinter dem Japaner Tomoyuki Arai und im Jahr darauf belegte er bei den Ostasienspielen in Macau in 21,55 s den vierten Platz. 2010 beendete er seine aktive sportliche Karriere im Alter von 27 Jahren.
In den Jahren 2005 und 2007 wurde Liu chinesischer Meister im 200-Meter-Lauf.

## Persönliche Bestzeiten
- 100 Meter: 10,85 s (−0,4 m/s), 14. Juni 2001 in Baoding
- 200 Meter: 20,84 s (0,0 m/s), 30. Juli 2004 in Tianjin
  - 200 Meter (Halle): 21,43 s, 22. Februar 2003 in Peking